# Ganesh Geymeier

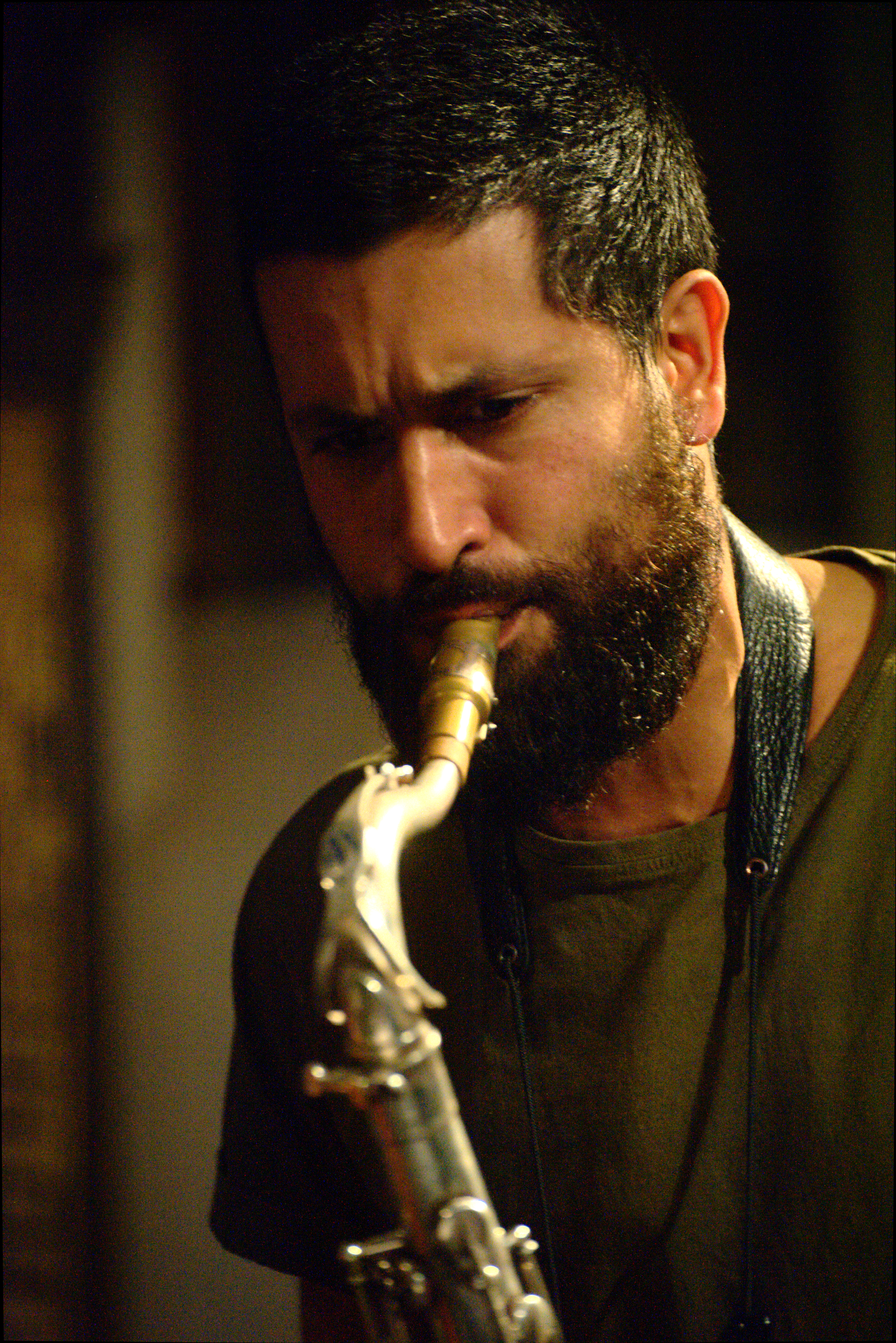
Ganesh Geymeier beim Konzert mit Dominic Egli's Plurism in der Stadtkirche Darmstadt am 11. November 2018

Ganesh Geymeier (* 1984) ist ein Schweizer Jazzmusiker (Tenorsaxophon, auch Sopransaxophon) mit indischen Wurzeln.

## Leben und Wirken
Geymeier, der in Vevey wohnt und sich mit 13 Jahren dem Saxophon zuwendete, schloss 2009 sein Studium am Conservatoire de musique de Genève ab. Mittlerweile gilt er als einer der beliebtesten Schweizer Saxophonisten der jungen Generation. Mit der Akkordeonistin Noémie Cotton und dem Schlagzeuger Fred Bürki ist er seit 2010 Bestandteil des kollektiven Projekts Holunderblüten. Er nahm 2011 mit François Lindemann Friends auf.
Von 2012 bis 2016 gehörte er zu den Rainmakers um Bänz Oester, mit denen er zwei Alben veröffentlichte und auf dem Jazz Festival Willisau und der Jazzahead konzertierte. Seit 2014 bildet er gemeinsam mit Christophe Calpini das Duo Bad Resolution, das 2015 das Album Forgotten Language veröffentlichte. Mit dem Pianisten Marc Méan und dem Schlagzeuger Maxence Sibille spielt er Improvisationsmusik im Trio Thatpork, das zwei Alben veröffentlichte. Er trat unter anderem beim Montreux Jazz Festival, Cully Jazz Festival und Jazz à Juan auf. Beim Festival Jazzonze 2018 in Lausanne spielte er mit sechs Streichern, dem Bassisten und Synthesizerspieler Fabien Iannone und dem Schlagzeuger Lionel Friedli das Album Kailasha ein (2020). Weiterhin arbeitete er mit Musikern wie Matthieu Michel, Emil Spanyi, Marcel Papaux, Malcolm Braff, François Jeanneau, Glenn Ferris, Joe Quitzke oder Sylvia Versini (With Mary Lou in My Heart, 2011).
Geymeier wurde 2018 vom Bundesamt für Kultur mit einem Schweizer Musikpreis ausgezeichnet.

## Diskographische Hinweise
- holUnderblÜten Blank (Unit Records 2010)
- Ganesh Geymeier vs Stade feat Black Cracker (DKLK 2013, mit Pierre Audétat, Christophe Calpini)
- Bänz Oester & The Rainmakers Playing at the Bird’s Eye (Unit Records) 2014 (mit Afrika Mkhize, Ayanda Sikade)[4]
- Bad Resolution Forgotten Language (2015, mit Christophe Calpini)
- Bänz Oester & The Rainmakers Ukuzinikela Live in Willisau (Enja Yellowbird) 2016 (mit Afrika Mkhize, Ayanda Sikade)
- Dominic Eglis Plurism: Azania in Mind (Unit Records 2018, mit Feya Faku, Donat Fisch, Raffaele Bossard sowie Houry Dora Apartian-Friedli, Lisette Spinnler, Siya Makuzeni)
- Kailasha (Vinayaka Records 2020, mit Fabien Iannone, Lionel Friedli u. a.)[5]
- Marie Krüttli & Ganesh Geymeier: After the Rain (Vinayaka Records 2022)